# Rue Horodotska (Lviv)
La rue Horodotska (en ukrainien : Вулиця Городоцька) est une voie publique de la ville de Lviv, centre historique de la Galicie et capitale de l'oblast de Lviv, en Ukraine.

## Situation et accès
La rue Horodotska est orientée d'ouest en est, elle traverse, sur 8,4 kilomètres de long, les raions de Zaliznytchnyï, Frankivskyï et Halytskyï, trois des six subdivisions administratives de la ville de Lviv.